# Serie A 1973/74
Die Serie A 1973/74 war die 42. Spielzeit in der höchsten italienischen Fußball-Spielklasse der Herren. Sie begann am 7. Oktober 1973 und endete am 19. Mai 1974. Als Aufsteiger kamen CFC Genua 1893, AC Cesena und US Foggia aus der Serie B dazu.
Die Meisterschaft gewann Lazio Rom und wurde damit Nachfolger von Juventus Turin. Durch den Gewinn der Meisterschaft durfte Lazio am Europapokal der Landesmeister 1974/75 teilnehmen. Für den UEFA-Pokal des folgenden Jahres qualifizierten sich Juventus Turin, der SSC Neapel, Inter Mailand und der AC Turin. Der FC Bologna qualifizierte sich als Sieger der Coppa Italia für den Europapokal der Pokalsieger 1974/75. In die Serie B absteigen mussten Foggia, der CFC Genua 1893 und Hellas Verona. Aufgrund eines Manipulationsskandales musste Hellas Verona zwangsabsteigen. Aus demselben Grund wurden Sampdoria Genua drei und US Foggia sechs Punkte abgezogen.

## Abschlusstabelle
| Pl. | Verein             | Sp. | S  | U  | N  | Tore    | Diff. | Punkte |
| --- | ------------------ | --- | -- | -- | -- | ------- | ----- | ------ |
| 1.  | Lazio Rom          | 30  | 18 | 7  | 5  | 045:230 | +22   | 43:17  |
| 2.  | Juventus Turin (M) | 30  | 16 | 9  | 5  | 050:260 | +24   | 41:19  |
| 3.  | SSC Neapel         | 30  | 12 | 12 | 6  | 035:280 | +7    | 36:24  |
| 4.  | Inter Mailand      | 30  | 12 | 11 | 7  | 047:330 | +14   | 35:25  |
| 5.  | AC Turin           | 30  | 10 | 14 | 6  | 027:240 | +3    | 34:26  |
| 6.  | ACF Fiorentina     | 30  | 10 | 13 | 7  | 032:260 | +6    | 33:27  |
| 7.  | AC Mailand (P)     | 30  | 11 | 8  | 11 | 034:360 | −2    | 30:30  |
| 8.  | AS Rom             | 30  | 10 | 9  | 11 | 029:280 | +1    | 29:31  |
| 9.  | FC Bologna         | 30  | 6  | 17 | 7  | 035:360 | −1    | 29:31  |
| 10. | Cagliari Calcio    | 30  | 7  | 14 | 9  | 025:320 | −7    | 28:32  |
| 11. | AC Cesena (N)      | 30  | 6  | 15 | 9  | 025:280 | −3    | 27:33  |
| 12. | Lanerossi Vicenza  | 30  | 7  | 12 | 11 | 022:370 | −15   | 26:34  |
| 13. | Sampdoria Genua 1  | 30  | 5  | 13 | 12 | 027:340 | −7    | 20:40  |
| 14. | US Foggia (N) 2    | 30  | 6  | 12 | 12 | 020:340 | −14   | 18:42  |
| 15. | CFC Genua 1893 (N) | 30  | 4  | 9  | 17 | 016:370 | −21   | 17:43  |
| 16. | Hellas Verona 3    | 30  | 8  | 9  | 13 | 028:350 | −7    | 25:35  |

Platzierungskriterien: 1. Punkte – 2. Tordifferenz – 3. geschossene Tore

| (M) | Italienischer Meister 1972/73         |
| (P) | Pokalsieger 1972/73                   |
| (N) | Neuaufsteiger aus der Serie B 1972/73 |

Wegen des Manipulationsskandals wurden:

## Kreuztabelle
Die Kreuztabelle stellt die Ergebnisse aller Spiele dieser Saison dar. Die Heimmannschaft ist in der linken Spalte, die Gastmannschaft in der oberen Zeile aufgelistet.
| 1973/74           | Juventus Turin | AC Mailand | Lazio Rom | AC Florenz | Inter Mailand | AC Turin | FC Bologna | Cagliari Calcio | SSC Neapel | Hellas Verona | AS Rom | Sampdoria Genua | Lanerossi Vicenza | CFC Genua | AC Cesena | US Foggia |
| ----------------- | -------------- | ---------- | --------- | ---------- | ------------- | -------- | ---------- | --------------- | ---------- | ------------- | ------ | --------------- | ----------------- | --------- | --------- | --------- |
| Juventus Turin    |                | 2:0        | 3:1       | 3:1        | 2:0           | 1:1      | 1:1        | 1:1             | 4:1        | 5:1           | 2:1    | 2:0             | 0:0               | 3:0       | 2:2       | 2:1       |
| AC Mailand        | 2:2            |            | 0:0       | 1:1        | 1:5           | 1:0      | 1:1        | 2:2             | 0:0        | 2:1           | 2:0    | 2:1             | 1:2               | 2:0       | 1:0       | 1:0       |
| Lazio Rom         | 3:1            | 1:0        |           | 0:0        | 1:1           | 0:1      | 4:0        | 2:0             | 1:0        | 4:2           | 2:1    | 1:0             | 3:0               | 1:0       | 2:0       | 1:0       |
| ACF Fiorentina    | 2:0            | 3:2        | 1:1       |            | 1:0           | 3:1      | 1:1        | 4:1             | 1:1        | 2:1           | 1:0    | 1:1             | 0:1               | 0:0       | 0:0       | 0:1       |
| Inter Mailand     | 0:2            | 2:1        | 3:1       | 1:1        |               | 3:0      | 1:1        | 0:1             | 2:2        | 0:0           | 2:0    | 2:1             | 2:0               | 0:0       | 3:1       | 5:1       |
| AC Turin          | 0:1            | 1:0        | 2:1       | 0:1        | 2:2           |          | 2:0        | 1:2             | 1:1        | 0:0           | 1:0    | 1:1             | 1:0               | 1:0       | 2:1       | 0:0       |
| FC Bologna        | 0:0            | 3:2        | 2:2       | 1:1        | 3:0           | 2:2      |            | 3:1             | 2:2        | 1:2           | 0:0    | 2:1             | 4:0               | 2:0       | 1:1       | 0:0       |
| Cagliari Calcio   | 2:1            | 0:1        | 0:1       | 1:0        | 1:1           | 1:1      | 0:0        |                 | 0:0        | 1:1           | 1:1    | 2:1             | 2:0               | 0:1       | 0:0       | 1:0       |
| SSC Neapel        | 2:0            | 1:2        | 3:3       | 2:1        | 2:1           | 1:1      | 2:0        | 1:0             |            | 2:0           | 1:1    | 1:0             | 2:1               | 1:0       | 1:0       | 1:1       |
| Hellas Verona     | 0:0            | 2:1        | 0:1       | 1:1        | 1:3           | 0:1      | 1:1        | 2:0             | 1:0        |               | 0:1    | 1:0             | 1:1               | 2:0       | 2:1       | 3:0       |
| AS Rom            | 3:2            | 1:2        | 1:2       | 0:0        | 3:3           | 0:0      | 2:1        | 2:0             | 0:1        | 1:0           |        | 2:1             | 0:0               | 2:0       | 1:0       | 3:0       |
| Sampdoria Genua   | 1:2            | 3:2        | 1:0       | 1:2        | 1:1           | 1:1      | 0:0        | 1:1             | 0:0        | 2:1           | 0:0    |                 | 2:1               | 1:1       | 1:1       | 0:0       |
| Lanerossi Vicenza | 0:3            | 1:1        | 0:3       | 2:1        | 1:0           | 0:0      | 2:1        | 1:1             | 2:1        | 1:1           | 0:1    | 0:0             |                   | 1:1       | 0:0       | 1:0       |
| CFC Genua 1893    | 0:1            | 0:1        | 1:2       | 0:1        | 1:1           | 0:2      | 1:1        | 1:1             | 1:2        | 1:0           | 2:1    | 0:2             | 1:1               |           | 1:2       | 2:1       |
| AC Cesena         | 0:2            | 1:0        | 0:0       | 0:0        | 0:1           | 0:0      | 3:0        | 1:1             | 1:1        | 1:0           | 1:1    | 2:1             | 2:2               | 1:1       |           | 2:0       |
| US Foggia         | 0:0            | 0:0        | 0:1       | 2:1        | 1:2           | 1:1      | 1:1        | 1:1             | 1:0        | 1:1           | 1:0    | 2:2             | 2:1               | 1:0       | 1:1       |           |

## Torschützenliste
| Pl. | Nat.           | Spieler              | Verein          | Tore |
| --- | -------------- | -------------------- | --------------- | ---- |
| 1   | Italien        | Giorgio Chinaglia    | Lazio Rom       | 24   |
| 2   | Italien        | Roberto Boninsegna   | Inter Mailand   | 23   |
| 3   | Italien        | Pietro Anastasi      | Juventus Turin  | 16   |
| 4   | Brasilien 1968 | Sergio Clerici       | SSC Neapel      | 15   |
| 4   | Italien        | Luigi Riva           | Cagliari Calcio | 15   |
| 6   | Italien        | Paolino Pulici       | AC Turin        | 14   |
| 7   | Italien        | Antonello Cuccureddu | Juventus Turin  | 12   |
| 7   | Italien        | Giuseppe Savoldi     | FC Bologna      | 12   |
| 9   | Italien        | Luciano Chiarugi     | AC Mailand      | 11   |
| 10  | Italien        | Renzo Garlaschelli   | Lazio Rom       | 10   |

## Meistermannschaft
| Lazio Rom | Lazio Rom |
| --------- | --- |
|           | - Tor: Giuseppe Avagliano; Avelino Moriggi, Felice Pulici - Abwehr: Mario Facco; Domenico Labrocca; Luigi Martini; Giancarlo Oddi; Sergio Petrelli; Luigi Polentes; Giuseppe Wilson - Mittelfeld: Sergio Borgo; Vincenzo D’Amico; Mario Frustalupi; Fausto Inselvini; Pierpaolo Manservisi; Ferruccio Mazzola; Franco Nanni, Luciano Re Cecconi, Franco Tripodi - Sturm: Vito Chimenti; Giorgio Chinaglia; Paolo Franzoni; Renzo Garlaschelli - Trainer: Tommaso Maestrelli |